# Firestone Indy 200 2007
Firestone Indy 200 2007 var den elfte deltävlingen i IndyCar Series 2007. Racet kördes den 15 juli på Nashville Superspeedway. Scott Dixon tog sin andra raka seger, både på banan och i serien, vilket gjorde att han kunde ta in tretton nya poäng på mästerskapsledaren och tävlingens tvåa Dario Franchitti. Danica Patrick slutade trea, efter att precis ha hållit undan för Sam Hornish Jr.

## Slutresultat
| Plats | Förare            | Team                     | Grid | Kvaltid |
| ----- | ----------------- | ------------------------ | ---- | ------- |
| 1     | Scott Dixon       | Chip Ganassi Racing      | 1    | 22,894  |
| 2     | Dario Franchitti  | Andretti Green Racing    | 2    | 22,955  |
| 3     | Danica Patrick    | Andretti Green Racing    | 7    | 23,009  |
| 4     | Sam Hornish Jr.   | Team Penske              | 4    | 22,981  |
| 5     | Marco Andretti    | Andretti Green Racing    | 8    | 23,009  |
| 6     | Hélio Castroneves | Team Penske              | 6    | 23,006  |
| 7     | Scott Sharp       | Rahal Letterman Racing   | 10   | 23,033  |
| 8     | Dan Wheldon       | Chip Ganassi Racing      | 5    | 22,991  |
| 9     | Darren Manning    | A.J. Foyt Enterprises    | 17   | 23,434  |
| 10    | Vitor Meira       | Panther Racing           | 14   | 23,303  |
| 11    | Tomas Scheckter   | Vision Racing            | 12   | 23,129  |
| 12    | A.J. Foyt IV      | Vision Racing            | 11   | 23,125  |
| 13    | Ed Carpenter      | Vision Racing            | 13   | 23,252  |
| 14    | Jeff Simmons      | Rahal Letterman Racing   | 9    | 23,019  |
| 15    | Sarah Fisher      | Dreyer & Reinbold Racing | 16   | 23,325  |
| 16    | Kosuke Matsuura   | Panther Racing           | 18   | -       |
| 17    | Buddy Rice        | Dreyer & Reinbold Racing | 15   | 23,313  |
| 18    | Tony Kanaan       | Andretti Green Racing    | 3    | 22,966  |